# Cerastis arctica
Cerastis arctica är en fjärilsart som beskrevs av Schneider 1906. Cerastis arctica ingår i släktet Cerastis och familjen nattflyn. Inga underarter finns listade i Catalogue of Life.